# シュヴァーベン行政管区
シュヴァーベン行政管区、またはシュヴァーベン県（標準ドイツ語: Regierungsbezirk Schwaben、アレマン語: Regierigsbezirk Schwaabe（シュヴァーベ行政管区、またはシュヴァーベ県）、バイエルン・オーストリア語: Regiarungsbeziak Schwobm（シュヴォープム行政管区、またはシュヴォープム県））は、ドイツ連邦共和国のバイエルン州を構成する7つの行政管区の一つである。中心となる都市はアウクスブルクである。

## 概要
バーデン＝ヴュルテンベルク州の南部に連なるシュヴァーベン地方と呼ばれる文化圏の東部に当たる。近代まで同地方は、西部をヴュルテンベルクやバーデン、東部をバイエルンといった領邦（今日の州名の由来になった）が支配していた。東部地域を特に区別して「バイエリッシュ・シュヴァーベン」(Bayerisch Schwaben)、または「バイエルン・シュヴァーベン地方」と呼ぶことがある。
バイエルン南西部に位置しており、北をミッテルフランケン行政管区、東をオーバーバイエルン行政管区と接している。西境はバーデン＝ヴュルテンベルク州との州境で、南境はオーストリアのフォアアールベルク州とチロル州北西部のロイテ郡との国境になる。管区を流れる最大の河川はドナウ川、およびその支流のレヒ川である。
主要産業としては、繊維、観光、化学、機械工業が挙げられる。住民の大部分が上部ドイツ語に属するアレマン語の一方言のシュヴァーベン語を使用しているアレマン人が多い。

## 行政管区の構成
| 郡独立市 1. アウクスブルク 2. カウフボイレン 3. ケンプテン 4. メミンゲン その他の都市 1. リンダウ 2. ノイウルム 3. フュッセン 4. ネルトリンゲン | 郡 1. アイヒャッハ＝フリートベルク郡 2. アウクスブルク郡 3. ディリンゲン・アン・デア・ドナウ郡 4. ドナウ＝リース郡 5. ギュンツブルク郡 6. リンダウ郡 7. ノイ＝ウルム郡 8. オーバーアルゴイ郡 9. オストアルゴイ郡 10. ウンターアルゴイ郡 |

## 引用
1. ↑  https://www.statistikdaten.bayern.de/genesis/online?operation=result&code=12411-003r&leerzeilen=false&language=de Genesis-Online-Datenbank des Bayerischen Landesamtes für Statistik Tabelle 12411-003r Fortschreibung des Bevölkerungsstandes: Gemeinden, Stichtag (Einwohnerzahlen auf Grundlage des Zensus 2011)